# Głazów (przystanek kolejowy)
Głazów – zlikwidowany przystanek osobowy w Głazowie w Polsce, w województwie zachodniopomorskim, w powiecie myśliborskim, w gminie Myślibórz. Obecnie (2010) wykorzystywany przez ruch towarowy jako stacja krańcowa.